# Nitobe Inazō
Inazō Nitobe (稲造 新渡戸?, Nitobe Inazō; Morioka, 1º settembre 1862 – Victoria, 15 ottobre 1933) è stato un politico, diplomatico, educatore, economista agricolo ed esperantista giapponese.
Studiò all'Istituto Agrario di Sapporo sotto la guida del suo primo direttore William S. Clark per poi proseguire gli studi in politiche agricole negli Stati Uniti d'America. Dopo aver fatto ritorno in Giappone, ottenne una cattedra di professore presso il medesimo Istituto Agrario di Sapporo, l'Università Imperiale di Kyōto e l'Università Imperiale di Tōkyō; fu inoltre segretario generale della Società delle Nazioni. Si dedicò all'istruzione femminile, contribuendo a fondare l'Università di Tsuda e ricoprendo la carica di primo rettore dell'Università Cristiana Femminile di Tōkyō e del Collegio Femminile di Economia di Tōkyō.

## Biografia
Nitobe nacque a Morioka, nella provincia di Mutsu, corrispondente all'odierna prefettura d'Iwate. Il padre Nitobe Jūjirō fu un samurai, servitore del daimyō locale del clan Nanbu. Il nonno era Nitobe Tsutō e il bisnonno Nitobe Denzō (Koretami) furono anch'essi samurai durante il periodo Edo. Da bambino, usava il nome Inanosuke. Nel 1871, Nitobe lasciò Morioka alla volta di Tokyo per raccogliere l'eredità di suo zio, Ōta Tokitoshi; adottò così il nome Ōta Inazō. In seguito, alla morte del fratello maggiore Nitobe Shichirō, riprese a fare uso del nome Nitobe.

## Gli studi
Nitobe frequentò la seconda classe dell'Istituto Agrario di Sapporo (ora Università dell'Hokkaido). Si convertì al cristianesimo sotto il forte influsso del lascito culturale di William S. Clark, che fu il primo vicepreside dell'Istituto; Clark insegnò per otto mesi a Sapporo, sebbene Nitobe non lo conobbe mai di persona. Altri compagni di classe di Nitobe si convertirono al cristianesimo nello stesso periodo, tra cui Uchimura Kanzō. Nitobe e i suoi amici furono battezzati da un missionario metodista americano, il vescovo M.C. Harris. La decisione di Nitobe di studiare agricoltura fu ispirata dalla speranza espressa dall'imperatore Meiji che la famiglia Nitobe avrebbe continuato a far progredire il campo dello sviluppo agricolo: il padre di Nitobe aveva bonificato un terreno incolto nel nord del dominio Nambu vicino all'attuale Towada, ora parte di prefettura di Aomori, ricavandone fertili terreni agricoli.
Nel 1883 Nitobe entrò all'Università Imperiale di Tōkyō per studiare letteratura inglese ed economia, ma rimase deluso dal livello di ricerca di Tōkyō.

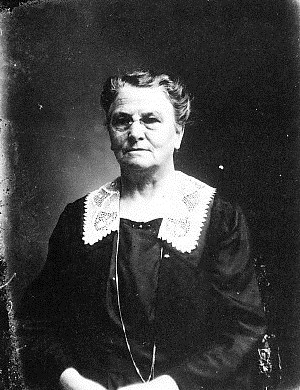
Mary Patterson Elkinton

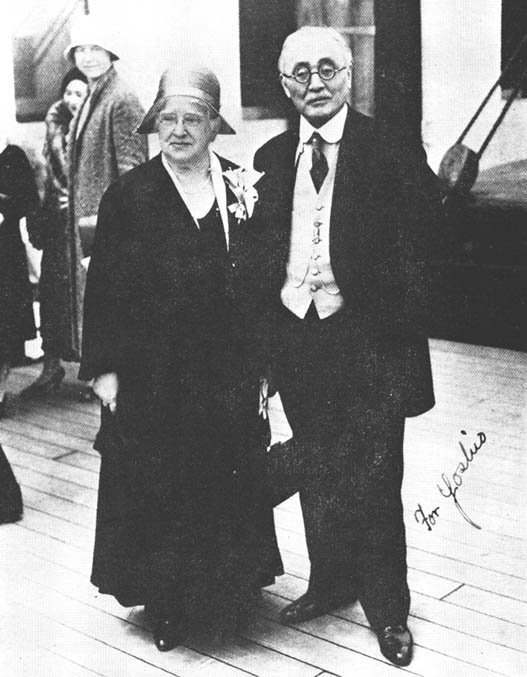
Inazo e sua moglie Mary, nel 1932

Nel 1884 Nitobe si recò negli Stati Uniti dove rimase per tre anni e studiò economia e scienze politiche all'Università Johns Hopkins di Baltimora, nel Maryland. A Baltimora divenne membro della Società Religiosa degli Amici (Quaccheri). Fu per tramite della comunità quacchera di Filadelfia ch'egli conobbe sua moglie Mary Patterson Elkinton. La coppia diede alla luce un figlio che morì in tenera età, ma adottarono il nipote di Nitobe, Yoshio, e una parente femmina di nome Kotoko. Ha anche influenzato l'istituzione della Friends School a Tokyo. Alla Johns Hopkins, ha partecipato al Seminary of History and Politics, un gruppo di studenti laureati e docenti di storia, scienze politiche ed economia. Dopo la sua partenza da Hopkins nel 1887, un collega lesse un articolo scritto da Nitobe nel 1888, "The Japanese in America", in cui studiava le prime missioni ufficiali inviate dal Giappone negli Stati Uniti, a partire dal 1860. In seguito tornò a Hopkins nel dicembre 1890, quando presentò un documento su "Viaggio e studio in Germania". Sempre nel 1890, Johns Hopkins conferì a Nitobe una laurea honoris causa in riconoscimento dei suoi successi nonostante non avesse conseguito un dottorato di ricerca presso Hopkins.
Mentre era alla Johns Hopkins, gli fu concessa una cattedra di assistente presso la sua alma mater, il Sapporo Agricultural College, ma gli fu ordinato prima di ottenere un dottorato in economia agraria in Germania . Completò la laurea dopo tre anni all'Università di Halle e tornò brevemente negli Stati Uniti per sposare Mary Elkinton a Filadelfia prima di assumere la sua posizione di insegnante a Sapporo nel 1891. Quando è tornato in Giappone, aveva pubblicato libri in inglese e in tedesco e aveva conseguito il primo dei suoi cinque dottorati.
Nitobe continuò il suo incarico di insegnante a Sapporo fino al 1897 quando prese un congedo dal college. Ha trascorso tre anni a scrivere prima in Giappone e poi in California. Uno dei libri che scrisse in quel periodo fu Bushido: The Soul of Japan .

## Burocrate meiji ed educatore
Nel 1901, Nitobe fu nominato consigliere tecnico del governo coloniale giapponese a Taiwan, dove diresse lo Sugar Bureau.
Nitobe fu nominato professore ordinario di diritto presso l'Università Imperiale di Kyoto nel 1904 e tenne conferenze sugli studi coloniali. Divenne Preside della Prima Scuola Superiore (allora divisione preparatoria per l'Università Imperiale di Tokyo) nel 1906 e mantenne questa posizione fino a quando accettò la cattedra a tempo pieno presso la Facoltà di Giurisprudenza dell'Università Imperiale di Tokyo nel 1913.
Insegnò economia agricola e studi coloniali e sottolineando l'aspetto umanitario dello sviluppo coloniale e la valutazione critica del colonialismo. Fu nominato presidente fondatore della Tokyo Woman's Christian University (Tokyo Joshi Dai). I suoi studenti all'Università Imperiale di Tokyo includevano Tadao Yanaihara, Shigeru Nanbara, Yasaka Takagi e Tamon Maeda. (Yanaihara in seguito continuò la cattedra di studi coloniali di Nitobe all'Università di Tokyo; ma le opinioni pacifiste di Yanaihara e l'enfasi sull'autodeterminazione indigena, che in parte ereditò da Nitobe, entrarono in pieno conflitto con il governo di guerra del Giappone durante la seconda guerra mondiale, con il risultato che A Yanaihara fu impedito di insegnare fino a dopo la guerra).
Nitobe e Hamilton Wright Mabie nel 1911 furono i primi professori di scambio tra il Giappone e gli Stati Uniti sotto gli auspici del Carnegie Endowment for International Peace.
Dopo la prima guerra mondiale, Nitobe si unì ad altri giapponesi internazionali e riformisti nell'organizzazione del Consiglio Giapponese dell'Istituto delle Relazioni del Pacifico.

## Diplomatico e statista

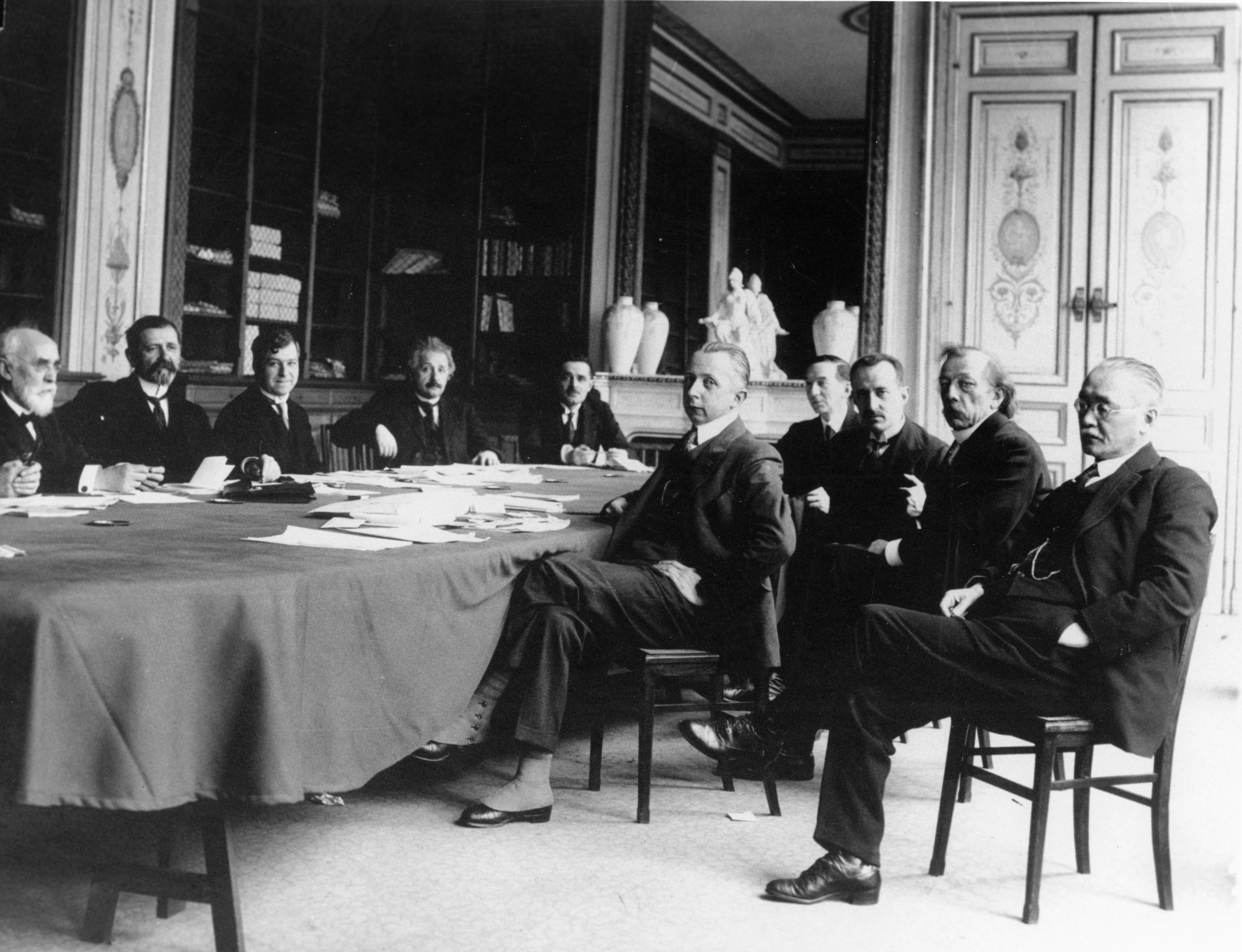
Nitobe (a destra) durante una sessione dell'ICIC (International Committee on Intellectual Cooperation).

Quando la Società delle Nazioni fu istituita nel 1920, Nitobe divenne uno dei sottosegretari generali della Lega e si trasferì a Ginevra, in Svizzera. Divenne direttore della Sezione International Bureaux, responsabile del Comitato Internazionale per la Cooperazione Intellettuale (poi divenuto UNESCO su mandato delle Nazioni Unite). La sua eredità in questo periodo include la risoluzione della disputa territoriale tra Svezia e Finlandia sulle Åland di lingua svedese. Nella sua risoluzione, le isole rimasero sotto il controllo finlandese, ma adottarono il completo disarmo (cioè nessuna presenza militare sulle isole e i suoi cittadini sono esentati dal servizio militare) e venne loro concessa l'autonomia, scongiurando un possibile conflitto armato (vedere anche l'invasione delle Åland).
Nell'agosto 1921 Nitobe partecipò al 13º Congresso Mondiale di Esperanto a Praga, come delegato ufficiale della Società delle Nazioni. Il suo rapporto all'Assemblea Generale della Lega fu il primo rapporto oggettivo sull'esperanto da parte di un rappresentante ufficiale di alto rango di un'organizzazione intergovernativa. Sebbene la proposta per la Lega di accettare l'esperanto come lingua di lavoro fosse stata accettata da dieci delegati, il delegato francese usò il suo potere di veto per bloccare la questione.
Dopo il suo ritiro dalla Società delle Nazioni, Nitobe prestò servizio per un breve periodo alla Camera dei Pari del Parlamento imperiale giapponese; e pronunciò un discorso contro il primo ministro militarista Giichi Tanaka all'indomani dell'incidente di Huanggutun (1928). Ebbe opinioni critiche sull'aumento del militarismo in Giappone all'inizio degli anni '30 e fu devastato dal ritiro del Giappone dalla Società delle Nazioni nel 1933 a causa della crisi della Manciuria e del rapporto Lytton.
Nell'ottobre 1933, Nitobe partecipò a una conferenza a Banff, Alberta, dell'Institute of Pacific Relations, dove i documenti di base e di ricerca della delegazione giapponese difendevano in gran parte le politiche espansionistiche giapponesi. Sulla via del ritorno dalla conferenza, la sua polmonite peggiorò e fu portato d'urgenza al Royal Jubilee Hospital di Victoria. In seguito di un'operazione morì il 15 ottobre 1933. Morioka, città natale di Nitobe, e Victoria sono città gemellate dal 1985. Mary Elkinton Nitobe visse in Giappone fino alla morte nel 1938. Mary compilò e curò molti dei manoscritti inediti di Nitobe, comprese le sue memorie della prima infanzia, e contribuì notevolmente alla conservazione dei suoi scritti.

## Lascito culturale

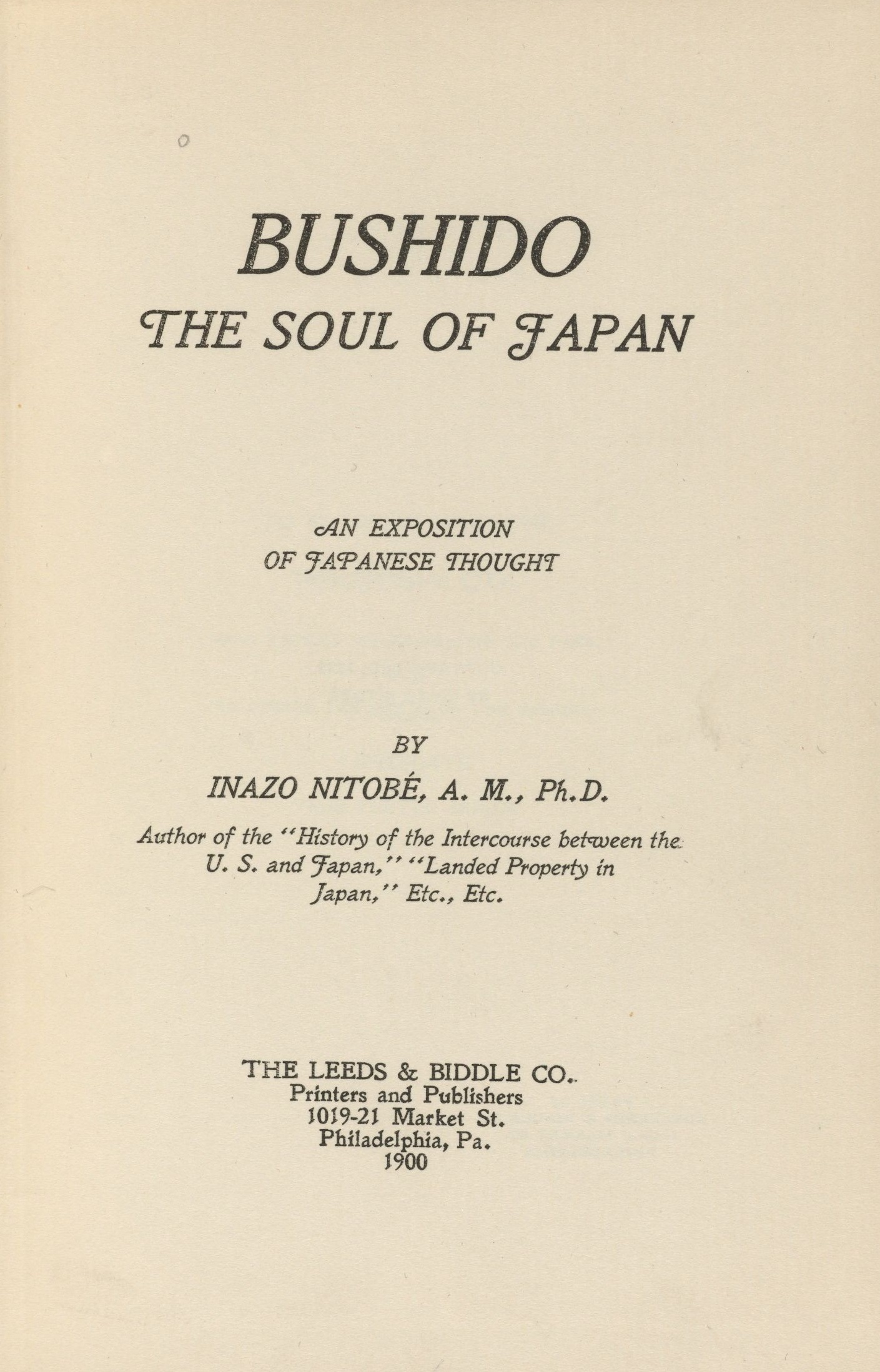
Frontespizio di Bushido: The Soul of Japan (1900)

Nitobe fu uno scrittore prolifico. Pubblicò molti libri accademici e libri per lettori generici (vedere sotto). Contribuì anche con centinaia di articoli a riviste e giornali popolari. Nitobe è però famoso in occidente soprattutto per la sua opera Bushido: The Soul of Japan (Bushido: l'anima del Giappone) (1900), che fu una delle prime grandi opere sull'etica dei samurai e sulla cultura giapponese. Scritta originariamente in inglese per i lettori occidentali, il libro fu successivamente tradotto in giapponese e in molte altre lingue.
L'accoglienza e l'impatto di Bushido: The Soul of Japan furono molto diversi in Giappone e in Occidente, con studiosi giapponesi come Inoue Tetsujirō e Tsuda Sokichi che criticarono aspramente il libro. Fu solo negli anni '80 che Bushido: The Soul of Japan raggiunse l'apice della sua popolarità in Giappone, ed è ora l'opera più ampiamente disponibile sul tema del bushido. In Occidente, Bushido: The Soul of Japan è stato un best-seller dallo scoppio della guerra russo-giapponese del 1904-05, e molti influenti stranieri lessero il libro, tra cui il presidente Theodore Roosevelt, il presidente John F. Kennedy e Robert Baden-Powell, il fondatore dei Boy Scout. Il libro suggerì a HG Wells un modo per "risolvere il problema di combinare il progresso con la stabilità politica". Il libro fu criticato perché ritraeva il samurai in termini di cavalleria occidentale, interpretando diversamente rispetto al bushido del periodo pre-Meiji come sistema di etica guerriera incentra sul valore piuttosto che sulla morale. Questo libro è stato comunque un lavoro pionieristico nel suo genere.
Gli scritti di Nitobe sono ora disponibili in Nitobe Inazō Zenshū (le opere complete di Inazo Nitobe), un set di 25 volumi da Kyobunkan, 1969-2001. I suoi lavori in inglese e in altre lingue occidentali sono raccolti nel volume in 5 opere di Inazo Nitobe, The University of Tokyo Press, 1972.
I principali saggi critici sulla vita e il pensiero di Nitobe sono stati raccolti in John F. Howes, ed. Nitobe Inazo: Il ponte del Giappone attraverso il Pacifico (Westview, 1995). La biografia completa in inglese è: George M. Oshiro, Internationalist in Pre-War Japan: Nitobe Inazo, 1862-1933 (UBC PhD. Tesi, 1986); e in giapponese dello stesso autore: Nitobe Inazo, Kokusai-shugi no Kaitakusha (Chūō Daigaku Shuppanbu, 1992). Il resoconto più dettagliato della vita di Nitobe dopo il suo mandato nella Società delle Nazioni, disponibile in inglese, è: Nitobe Inazo, The Twilight Years, di Uchikawa Eiichiro (Kyobunkwan, 1985). Sei (6) saggi critici sull'eredità di Nitobe sono inclusi in Why Japan Matters!, vol. 2, a cura di Joseph F. Kess e Helen Lansdowne (University of Victoria, 2005), pp. 519–573, 655–663.

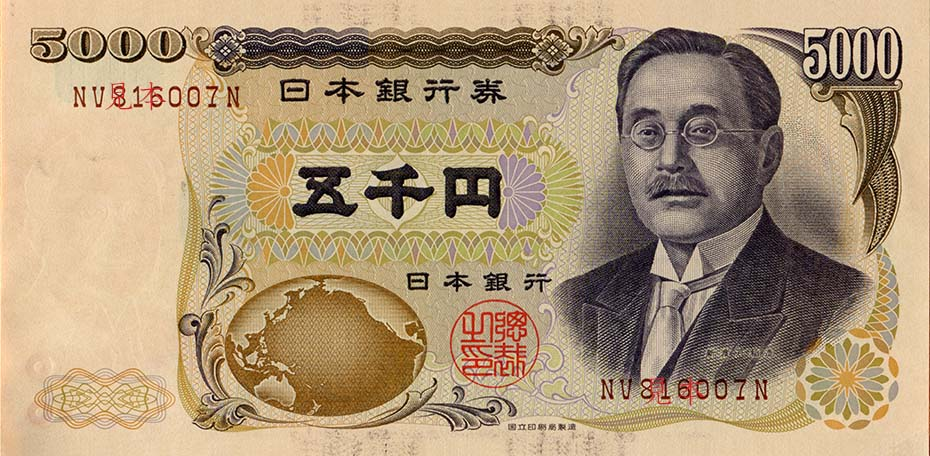
Il ritratto di Nitobe sulla serie D della banconota da 5000¥, stampata dal 1984 al 2004.

Intitolato a suo nome è il Nitobe Memorial Garden presso l'Università della Columbia Britannica a Vancouver, Canada. Un secondo giardino commemorativo è stato costruito presso il Royal Jubilee Hospital di Victoria, sempre in Canada.

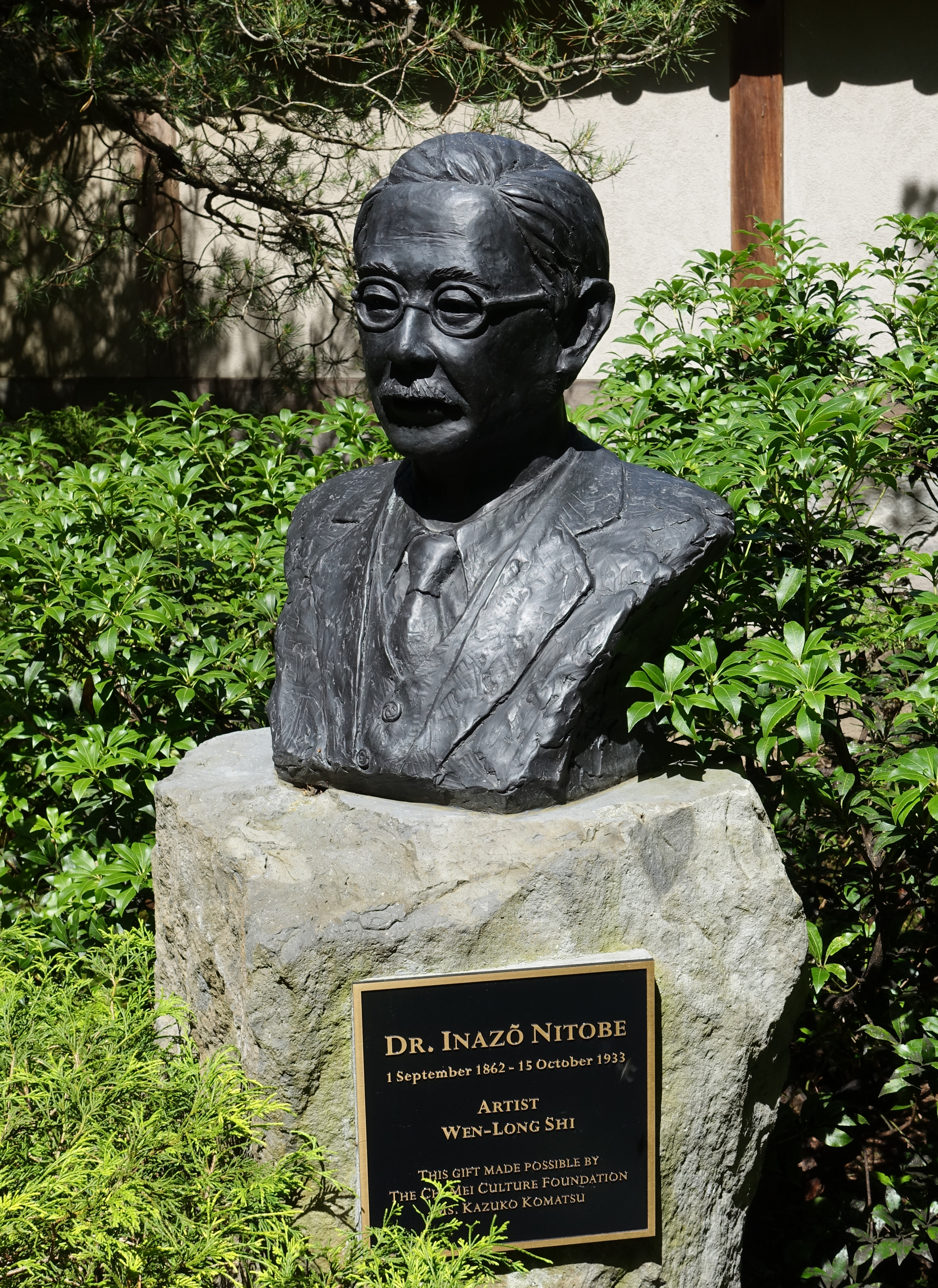
Un busto di Nitobe presso l'Università della British Columbia

## Citazioni
- "Ciò che è importante è cercare di sviluppare intuizioni e saggezza piuttosto che mera conoscenza, rispettare il carattere di ognuno piuttosto che il suo apprendimento e coltivare uomini di carattere piuttosto che semplici talenti".
- "Se c'è qualcosa da fare, c'è sicuramente un modo migliore per farlo, e il modo migliore è sia il più economico che il più grazioso."
- "Socrate, mentre rifiutava risolutamente di concedere un briciolo di lealtà al suo demone, non obbediva forse con uguale fedeltà ed equanimità al comando del suo padrone terreno, lo Stato? Da vivo, seguì la sua coscienza; da morto, il suo paese, morendo. Poveri noi se un giorno uno Stato diventasse così potente da esigere dai suoi cittadini i dettami della loro coscienza!"[18]